# Делаваль, Анри
Анри Жозеф Ламбер Делаваль (фр. Henri Joseph Lambert Delaval; 1 ноября 1913, Схарбек — неизвестно) — бельгийский хоккеист на траве, нападающий. Участник летних Олимпийских игр 1936 и 1948 годов.

## Биография
Анри Делаваль родился 1 ноября 1913 года в бельгийской коммуне Схарбек.
В 1936 году вошёл в состав сборной Бельгии по хоккею на траве на летних Олимпийских играх в Берлине, поделившей 10-11-е места. Играл на позиции нападающего, провёл 3 матча, забил 2 мяча (по одному в ворота сборных Нидерландов и Франции).
В 1948 году вошёл в состав сборной Бельгии по хоккею на траве на летних Олимпийских играх в Лондоне, поделившей 7-9-е места. Играл на позиции нападающего, провёл 3 матча, забил 1 мяч в ворота сборной Пакистана.
О дальнейшей жизни данных нет.

## Семья
Младший брат — Жозе Делаваль (1921—?), бельгийский хоккеист на траве. Участник летних Олимпийских игр 1948 и 1952 годов.